# نهر أجاتسوما
نهر أجاتسوما هو نهر رئيسي في منطقة كانتو الشمالية في اليابان. يبلغ طوله 76.22 كيلومترًا (47.36 ميلًا) وتبلغ مساحة حوضه 1366 كيلومترًا مربعًا (527 ميلًا مربعًا). يقع بالكامل داخل محافظة غونما، وهو أحد الأنهار الرئيسية في المحافظة. وهو أيضًا أحد الروافد الرئيسية لنهر توني. يعد النهر مصدرًا مهمًا للطاقة الكهرومائية، وتقع 17 محطة طاقة على ضفافه.

## الجغرافيا
ينبع نهر أجاتسوما من ممر توري (ارتفاعه 1362 مترًا (4469 قدمًا)) على حدود محافظتي غونما وناغانو. ويجمع النهر روافد من جبل أساما وجبل كوساتسو-شيراني ويتدفق إلى نهر توني في مدينة شيبوكاوا. ويصب نهر أجاتسوما في معظم شمال غرب محافظة غونما.

## المواصلات
يمتد خط أغاتسوما التابع لشركة سكة حديد شرق اليابان (خط أحادي المسار) على طول النهر من محطة شيبوكاوا في الشرق إلى المحطة النهائية في محطة أوماي في الغرب. ينقسم النهر تقريبًا إلى ثلاثة أقسام، ويمكن السفر عبره بالطرق باستخدام ثلاثة طرق سريعة وطنية: الطريق الوطني 353 (في الشرق)، والطريق الوطني 145 (في الوسط)، والطريق الوطني 144 (في الغرب).